# バタンバン駅
バタンバン駅（バタンバンえき、英語:Battambang Royal railway station）は、カンボジア王国のバタンバン州バタンバン県にある、カンボジアロイヤル鉄道の駅である。

## 概要
当駅は戦後の1953年に開業した。その後1970年代のカンボジア内戦により鉄道施設は破壊され、大きく荒廃することになった。
1975年4月にポル・ポトが政権を握り鉄道施設は最小限の規模にて運営された。1979年1月にポル・ポト政権が崩壊したが鉄道の大規模な復興には至らなかった。以降鉄道は道路に比べ地雷の心配がないため最小限の運行が行われた。
2009年に線路状況がより悪化したため運行が停止された。2010年頃より大規模な修復が行われ2018年に運行が再開した。

## 歴史
- 1953年 - 【開業】
- 2009年 - 運行停止
- 2018年7月 - 運行再開

## 駅周辺
バタンバン州博物館